# Premna discolor
Premna discolor là một loài thực vật có hoa trong họ Hoa môi. Loài này được Verdc. miêu tả khoa học đầu tiên năm 1992.